# Chlorobyrrhulus viridis
Chlorobyrrhulus viridis is een keversoort uit de familie pilkevers (Byrrhidae). De wetenschappelijke naam van de soort is voor het eerst geldig gepubliceerd in 1987 door Kuzmina & Korotyaev.